# Lipice (Chorvatsko)
Lipice je vesnice na severu Licko-senjské župy v Chorvatsku. Je součástí opčiny Brinje. Většinu z jejích 254 obyvatel tvoří Chorvati.

## Historie
První zmínka o souvislém osídlení pochází z roku 1638.